# 東京鬼祓師 鴉乃杜學園奇譚
《東京鬼祓師 鴉乃杜學園奇譚》是日本ATLUS公司制作的學園傳奇冒險角色扮演遊戲，并于2010年4月22日在PlayStation Portable上发行。游戏是东京魔人学园传奇系列的衍生作品。

## 操作
游戏将视觉小说和地城探险结合了起来。
当在上学时间，玩家将寻找线索，并追查诅咒花札，同时可以和同学交谈。玩家可以通过情感输入系统来响应讨论，并通过选择和子角色结合在一起。玩家通过菜单来探索学校。